# LEB Re 96
Le véhicule de service Re 96 est un wagon plat de la compagnie du chemin de fer Lausanne-Échallens-Bercher.

## Description

### Contexte
Le wagon plat Re 96 est un véhicule de service utilisé par le LEB pour transporter du matériel notamment lors de la réfection de tronçons de la ligne. Acheté en 2001 pour remplacer le Kkl 96, il a été construit par Krnovské opravny a strojírny (KOS) en République tchèque. Le Kkl 96 était lui-même le successeur du M 96 issu de la transformation du Z 304 en 1942 pour transporter les betteraves puis modifié en 1953 pour le transport de ballast.

### Technique
Le wagon-bobine X6 est équipé de freins Dako. Si sa tare vaut bien 18,3 t, sa masse en charge maximale varie suivant les sources. Il est écrit  de 36 t sur le wagon, comme il est possible de le voir sur la photographie du marquage dans la galerie ci-dessous, mais le site officiel du LEB indique 55 t et selon l'ouvrage de Jean-Louis Rochaix, cette masse serait de 40 t. La valeur la plus probable est certainement celle inscrite sur le wagon.

## Galerie de photos

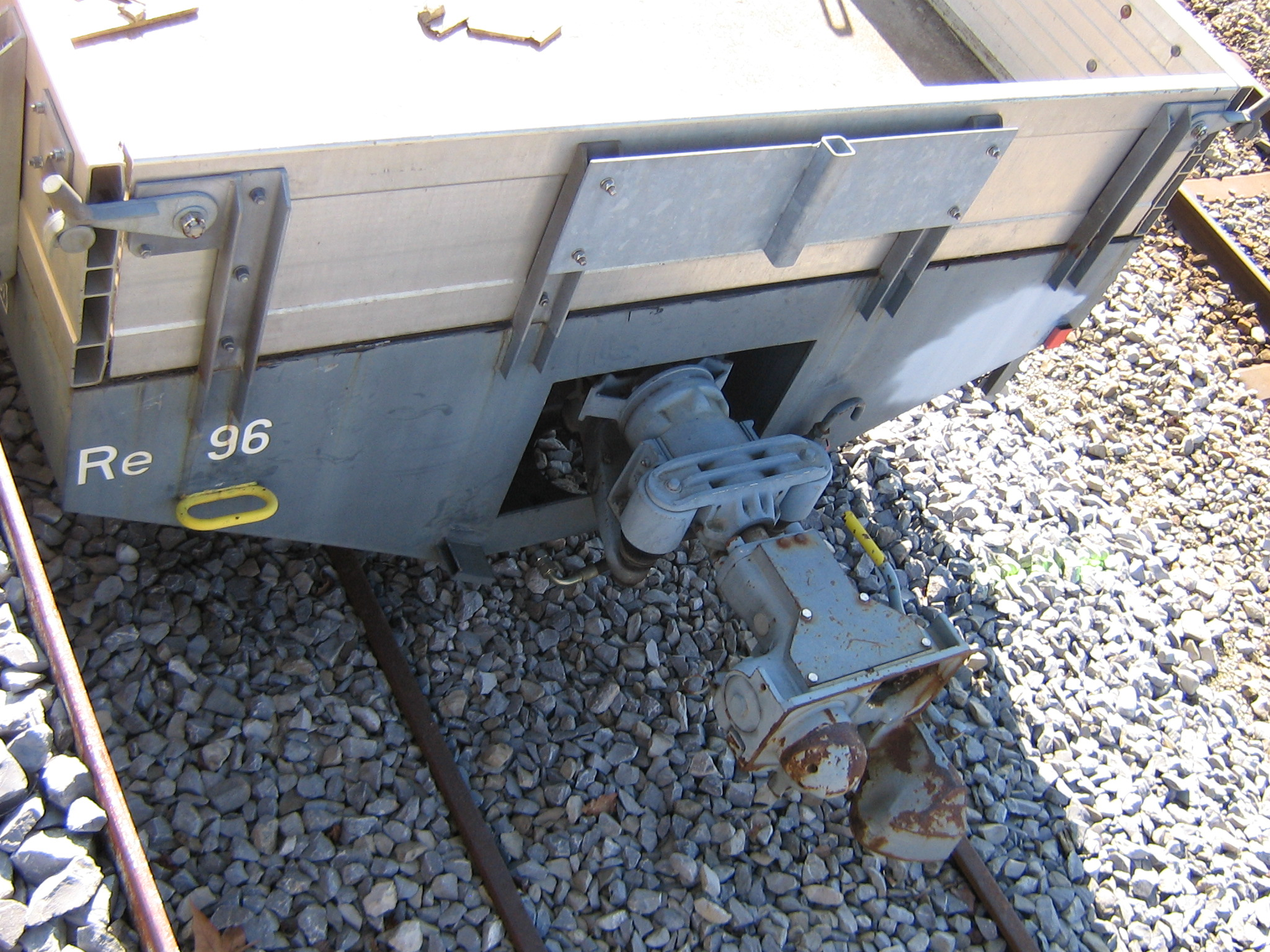
Attelage du wagon plat Re 96 compatible avec le matériel moderne.
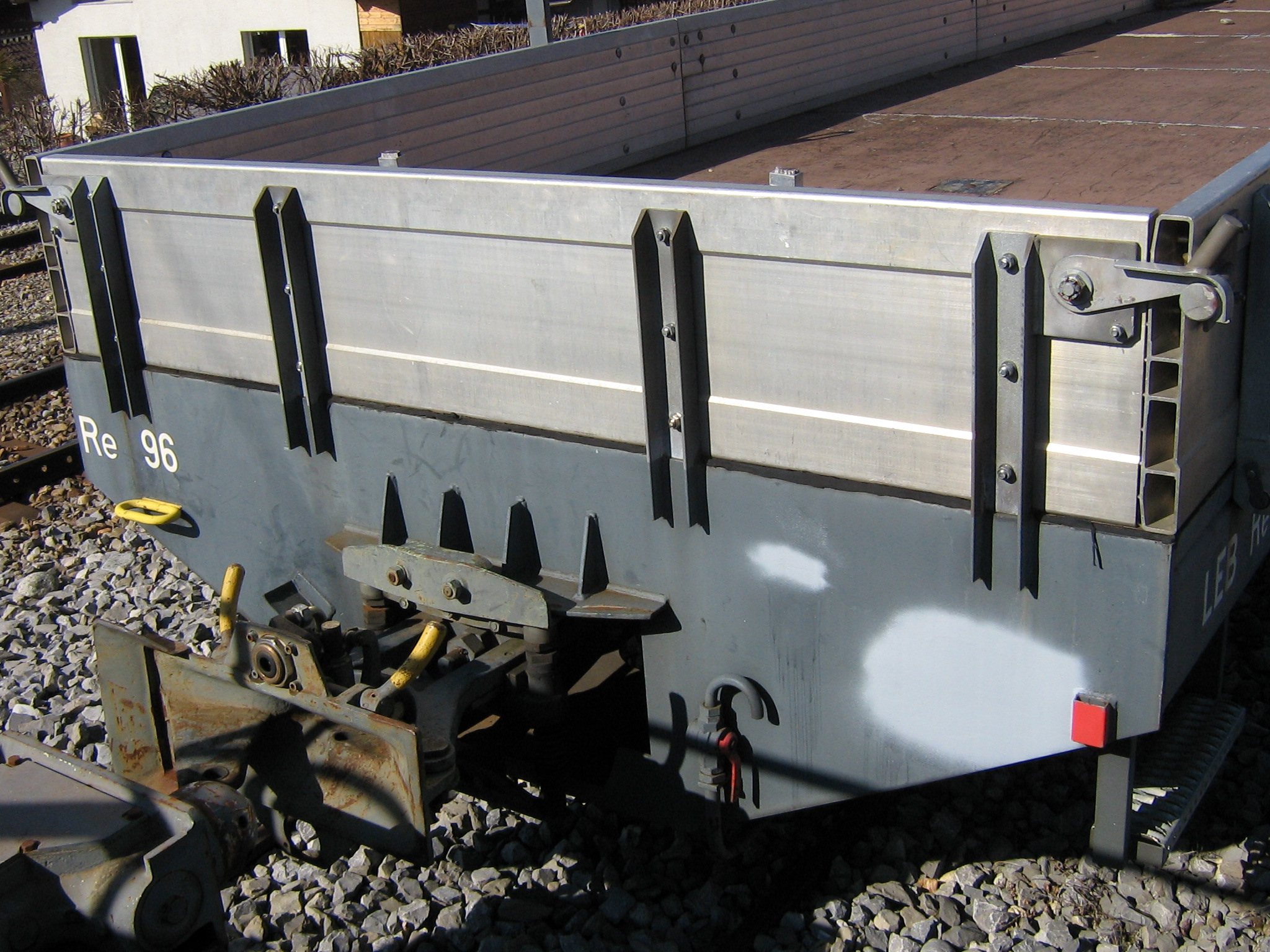
Attelage du wagon plat Re 96 compatible avec l'ancien matériel.
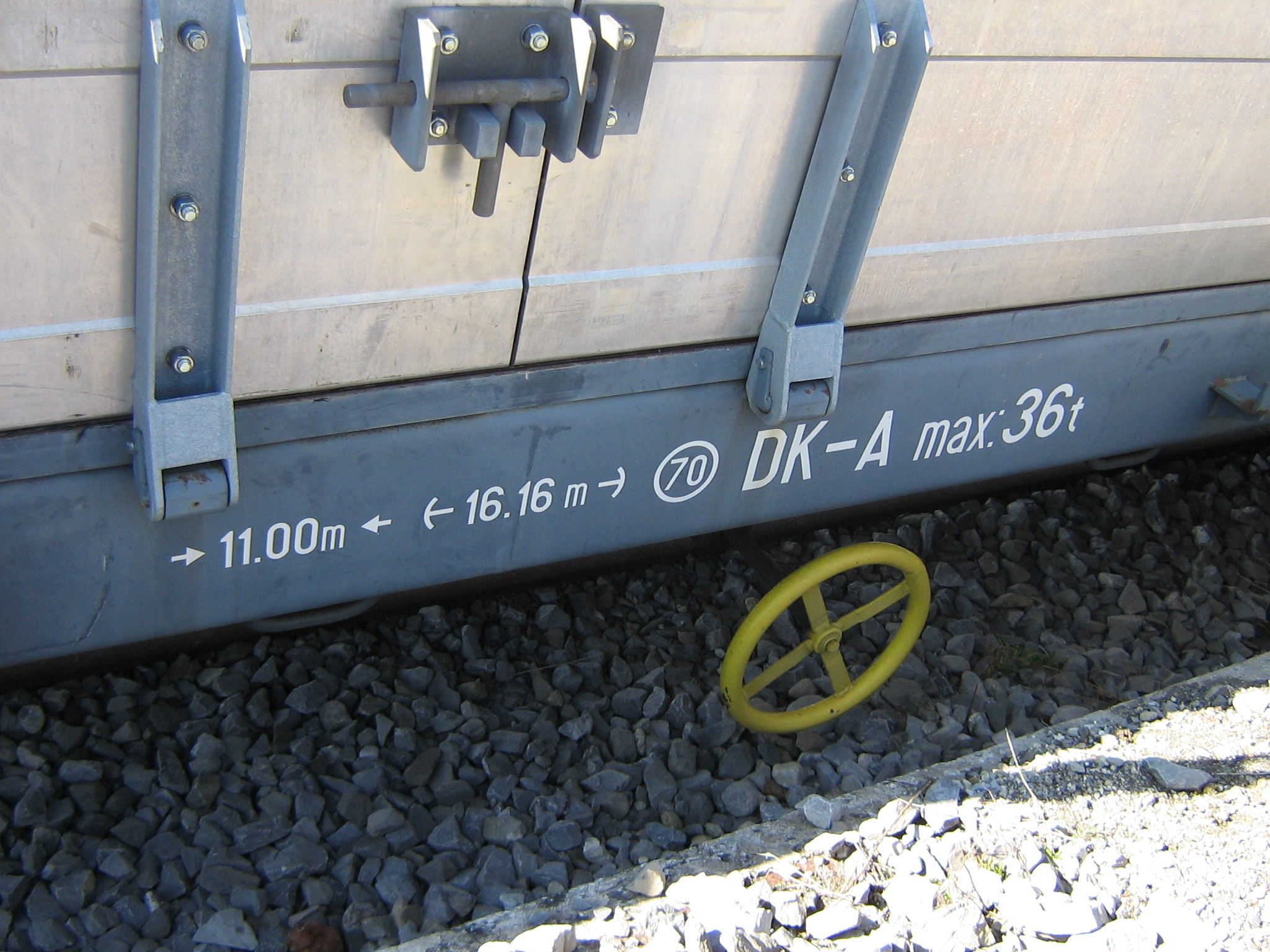
Marquage sur le wagon plat Re 96.